# Фокс-Лейк (Монтана)
Фокс-Лейк (англ. Fox Lake) — переписна місцевість (CDP) в США, в окрузі Ричленд штату Монтана. Населення — 231 особа (2020).

## Географія
Фокс-Лейк розташований за координатами 47°41′9″ пн. ш. 104°37′50″ зх. д. / 47.68583° пн. ш. 104.63056° зх. д. (47.685704, -104.630610).  За даними Бюро перепису населення США в 2010 році переписна місцевість мала площу 14,67 км², з яких 10,81 км² — суходіл та 3,86 км² — водойми.

## Демографія
Згідно з переписом 2010 року, у переписній місцевості мешкало 158 осіб у 66 домогосподарствах у складі 40 родин. Густота населення становила 11 особа/км².  Було 74 помешкання (5/км²).
Расовий склад населення:
| - 97,5 % — білих - 0,6 % — чорних або афроамериканців - 1,3 % — осіб інших рас |

До двох чи більше рас належало 0,6 %. Частка іспаномовних становила 1,3 % від усіх жителів.
За віковим діапазоном населення розподілялося таким чином: 27,2 % — особи молодші 18 років, 60,1 % — особи у віці 18—64 років, 12,7 % — особи у віці 65 років та старші. Медіана віку мешканця становила 37,2 року. На 100 осіб жіночої статі у переписній місцевості припадало 110,7 чоловіків;  на 100 жінок у віці від 18 років та старших — 101,8 чоловіків також старших 18 років.
Середній дохід на одне домашнє господарство  становив 69 155 доларів США (медіана — 78 000), а середній дохід на одну сім'ю — 72 394 долари (медіана — 78 000). За межею бідності перебувало 8,0 % осіб, у тому числі 12,9 % дітей у віці до 18 років та 0,0 % осіб у віці 65 років та старших.
Цивільне працевлаштоване населення становило 48 осіб. Основні галузі зайнятості: сільське господарство, лісництво, риболовля — 31,3 %, освіта, охорона здоров'я та соціальна допомога — 16,7 %, науковці, спеціалісти, менеджери — 8,3 %, фінанси, страхування та нерухомість — 8,3 %.